# Церковь Александра Невского (Россошь)
Церковь Александра Невского — православный храм в городе Россошь Воронежской области. Входит в состав Россошанской епархии Воронежской митрополии Русской православной церкви.
Церковь является памятником архитектуры федерального значения согласно Постановлению администрации Воронежской области N 850 от 14.08.1995 года и согласно Решению исполкома Воронежского областного Совета народных депутатов № 219 от 17.04.1987 года.

## История
Колокольня была построена вместо колокольни Крестовоздвиженского храма. Строительство обошлось в 30 тысяч рублей, большинство которых составили средства прихожан, жителей Россоши.
Церковь-колокольня была построена в слободе Россошь Острогожского уезда Воронежской губернии в 1876 году при содействии А. Д. Черткова по проекту архитектора П. П. Буренина. Чертков также пожертвовал 1 000 рублей.
Была построена по образцу колокольни Митрофановского монастыря в Воронеже.
В 1930-е годы советской власти был сброшен колокол и срезан крест со шпилем. Далее здание закрытой церкви было частью завода прессовых изделий. В 2008 году произведены крупные ремонтно-восстановительные работы храма.

## Архитектура
В основании четырёхъярусной колокольни располагается массивный восьмерик. На момент сооружения высота составляла 58 метров и являлась второй по высоте в Воронежской губернии.
Церковь выполнена с элементами классицизма.
Ранее церковь-колокольня была частью комплекса с Крестовоздвиженским храмом. В советское время в здании которого разместился завод прессовых изделий. На начало 2000-х годов в перестроенном здании бывшей Крестовоздвиженского храма располагается супермаркет.

## Настоятели
- Иерей Роман Вылуск